# بابی ادن
بابی ادن (هلندی: Bobbi Eden؛ زاده ۴ ژانویهٔ ۱۹۸۰) یک بازیگر پورنوگرافی اهل هلند است.